# Abbey Knowe

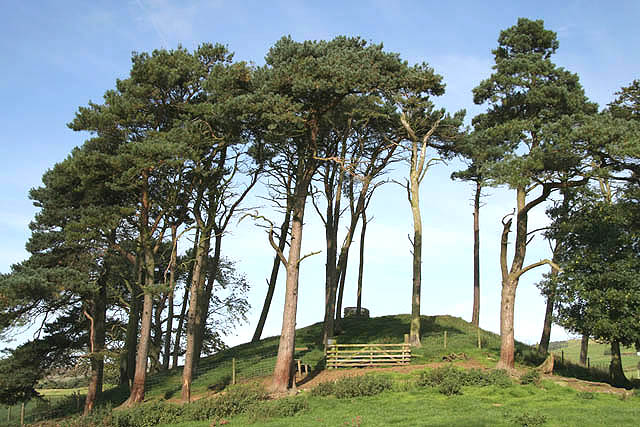
Abbey Knowe

1998 führten Archäologen auf dem Abbey Knowe, in der Nähe von Lyne Kirk, nördlich der A72, und des Lyne Water (einem Nebenfluss des Tweed) und westlich von Peebles in den Scottish Borders in Schottland eine Rettungsgrabung durch, nachdem sie am Rand einer alten Kiesgrube eine Steinkiste entdeckt hatten.
Während der Ausgrabung wurde nahe der Kante eine durch Erosion gefährdete, zweite Steinkiste entdeckt. Sie könnten Exemplare eines beim Kiesabbau zerstörten Gräberfeldes sein. Die etwa Ost-West-orientierten Kisten waren etwa 0,3 m tief und bestanden aus je vier kantengesetzten Platten, zwei an beiden Enden und zwei an jeder Seite. 
Die größere Kiste maß 1,1 × 0,3 m, die kleinere 0,65 × 0,25 m. Dünne Felsplatten bildeten die Decksteine (sechs bei der größeren und zwei bei der kleineren Kiste). Das Innere beider Kisten verjüngte sich vom West- zum Ostende. Beide Kisten waren voll feinem Kies, der durch die Lücken zwischen den Deckenplatten eingedrungen war. Es gab kein erhaltenes Skelettmaterial. 
Die Lyne-Kisten haben dieselbe Form wie andere lange Steinkisten, sind aber relativ klein, was die Vermutung nahelegt, dass sie für ein Baby und ein Kind gedacht waren. Der Bestattungsritus dürfte christlich gewesen sein, bei dem Körperbestattungen mit dem Kopf im Westen beigesetzt wurden. Zwischen dem 6. und 8. Jahrhundert, einer Zeit zunehmenden Einflusses des Christentums, stand der Süden Schottlands unter der Kontrolle des Königreichs Northumbria.
1999 wurden weitere Arbeiten an der Stelle durchgeführt (Corder, Cowley und Ward 1998). Unter einem gerodeten Baum wurde eine dritte Kiste entdeckt, in die Wurzeln eingedrungen waren. Ihre Form unterschied sich unwesentlich von den anderen. Die Längsseiten bestanden aus drei und fünf kantengesetzten Platten. Wieder bedeckten sechs dünne Platten die Kiste, die keine Funde oder Skelettmaterial enthielt. Zwei Seitenplatten bestanden aus bearbeitetem rosa Sandstein und stammen vermutlich aus dem nahen Römerlager. 
Bei der erneuten Untersuchung der ausgegrabenen Kisten wurde zwischen den Deckeln der großen Kiste eine weitere Sandsteinplatte entdeckt. Der Rest der Hügelkuppe wurde gereinigt, ließ aber keine weiteren Merkmale erkennen.